# 野钟苗族彝族布依族乡
野钟苗族彝族布依族乡是中华人民共和国贵州省六盤水市水城区下辖的一个民族乡。

## 行政区划
野钟苗族彝族布依族乡下辖以下村级行政区划单位：
归贵坪村、响石村、常明村、野钟村、锌铅村、新发村和发射村。